# نیوهوپ (اورگن)
نیوهوپ (به انگلیسی: New Hope) یک منطقهٔ مسکونی در ایالات متحده آمریکا است که در شهرستان جوزفین، اورگن واقع شده‌است.